# Pohotovostní hmotnost vozidla
Pohotovostní hmotnost vozidla je hmotnost silničního vozidla se standardní výbavou, veškerými provozními náplněmi (např. motorový olej, chladicí médium, palivo), ale bez cestujících (včetně řidiče) a nákladu.

## Související pojmy
Jiné obdobné pojmy jsou:
- provozní hmotnost vozidla (například v Evropské unii se počítá jako pohotovostní hmotnost plus 75 kg jako hmotnost řidiče, v souladu s Evropskou směrnicí 95/48/EC.[3] Organizace také mohou definovat pohotovostní hmotnost s pevným množstvím paliva nebo jinými proměnnými hodnotami pro porovnání s jinými vozidly),
- užitková hmotnost vozidla (též užitná hmotnost vozidla, což je hmotnost nákladu, osob a pomocného nebo pracovního zařízení přechodně i nepevně připojeného),
- celková hmotnost vozidla (je součtem pohotovostní a užitkové hmotnosti),
- suchá hmotnost vozidla (označuje hmotnost bez provozních náplní),
- maximální přípustná hmotnost vozidla.